# Selago griquana
Selago griquana är en flenörtsväxtart som beskrevs av O.M. Hilliard. Selago griquana ingår i släktet Selago och familjen flenörtsväxter. Inga underarter finns listade i Catalogue of Life.